# Edward Hagen
Edward Christian John Hagen (* 4. März 1908 in Philadelphia; † 16. August 1963 ebendort) war ein US-amerikanischer Handballspieler.

## Leben und Karriere
Hagen, der hauptberuflich als Supervisor in einer General-Electric-Fabrik nahe Philadelphia angestellt war, gehörte auf Vereinsebene in seiner Heimatstadt dem Cake Bakers Sport Club an. Mit der US-amerikanischen Nationalmannschaft nahm er am olympischen Feldhandballturnier 1936 teil und wurde in den Spielen gegen Ungarn (2:7) und Rumänien (3:10) eingesetzt.